# Bematistes schubotzi
Bematistes schubotzi är en fjärilsart som beskrevs av Karl Grünberg 1911. Bematistes schubotzi ingår i släktet Bematistes och familjen praktfjärilar. Inga underarter finns listade i Catalogue of Life.